# Hack!
Hack! es un largometraje estadounidense de terror de 2007, escrito y dirigido por Matt Flynn.

## Argumento
Siete estudiantes, Emily (Danica McKellar), Johnny (Jay Kenneth Johnson), Maddy (Adrienne Frantz), Ricky (Justin Chon), Tim (Travis Schuldt), el rapero "Q" (Wondgy Bruny) y la estudiante británica de intercambio Sylvia (Gabrielle Richens), viajan en una pequeña embarcación hasta una isla, con el fin de estudiar su vida salvaje. En ella residen el excéntrico y reclusivo Vincent King (Sean Kanan) y su esposa, Mary Shelley (Juliet Landau), obsesionada con la visión de viejas películas. No transcurre demasiado tiempo hasta que un misterioso asesino comienza a matar a los estudiantes uno por uno, representando cada uno de sus crímenes una escena de un film de horror...  

## Reparto
- Danica McKellar (Emily)
- Jay Kenneth Johnson (Johnny)
- William Forsythe (Willy)
- Sean Kanan (Vincent King)
- Juliet Landau (Mary Shelley)
- Justin Chon (Ricky)
- Travis Schuldt (Tim)
- Adrienne Frantz (Maddy)
- Tammy Felice (novia de Maddy)
- Gabrielle Richens (Sylvia)
- Noah Guy (Tatooed Leg Pumper)
- Kane Hodder (primera víctima)
- Burt Young (J.T. Bates)
- Tony Burton (Sheriff Stoker)
- Wondgy Bruny (Q)
- Mike Wittlin (Sr. Argento)
- Suzie Pollard (extra en el film dentro del film)
- Jenna Morasca (novia de Tim)
- Teague Cowley (cazador desmembrado)
- Richard Comeau (padre de Vincent) (sin acreditar)
- Cody Hartman (joven Vincent) (sin acreditar)
- Daryl J. Johnson (Sweet D) (no acreditado)
- Lochlyn Munro (Ayudante Radley) (sin acreditar)
- Clifford Parks (Brandon) (sin acreditar)

## Especialistas
- G. Peter King (coordinador)
- Rene Mousseux (coordinador)
- Kane Hodder
- Kelly Kerby
- Tarah Paige
- Ann Scott
- C.C. Taylor

## Localizaciones de rodaje
- Hollywood, Los Ángeles, California, Estados Unidos
- Los Ángeles, California, Estados Unidos
- Point Dume, Malibú, California, Estados Unidos

## Títulos
- Fanatique. Francia (título en DVD)
- Hack! España (título en TV)
- Hack! Grecia (título en DVD)
- Hack! - Wer macht den letzten Schnitt? Alemania (título en DVD)

## Calificación moral
En Estados Unidos, la MPAA calificó Hack! como "R" (Restricted) restringiendo su visión a menores, aduciendo "fuerte violencia terrorífica y gore, desnudos, lenguaje soez y uso de drogas".
Otras calificaciones, dependiendo de los países, fueron:
- Alemania: 18
- Argentina: 18
- Brasil: 18
- España: 18
- Francia: -12
- Japón: R-15
- Reino Unido: 18
- Singapúr: M18